# Potamiá (Arcadie)
Potamiá (grec moderne : Ποταμιά) est une localité située dans le dème de Mégalopolis, dans le district régional d'Arcadie, dans la périphérie du Péloponnèse, en Grèce.
Selon le recensement de 2021, elle compte 51 habitants.